# Рокфорд (Вашингтон)
Рокфорд (англ. Rockford) — місто (англ. town) в США, в окрузі Спокен штату Вашингтон. Населення — 522 особи (2020).

## Географія
Рокфорд розташований за координатами 47°27′4″ пн. ш. 117°7′51″ зх. д. / 47.45111° пн. ш. 117.13083° зх. д. (47.451224, -117.130863).  За даними Бюро перепису населення США в 2010 році місто мало площу 1,77 км², уся площа — суходіл.

## Демографія
Згідно з переписом 2010 року, у місті мешкало 470 осіб у 192 домогосподарствах у складі 136 родин. Густота населення становила 266 осіб/км².  Було 213 помешкання (121/км²).
Расовий склад населення:
| - 92,6 % — білих - 3,0 % — корінних американців - 1,3 % — азіатів - 0,4 % — чорних або афроамериканців - 1,7 % — осіб інших рас |

До двох чи більше рас належало 1,1 %. Частка іспаномовних становила 3,0 % від усіх жителів.
За віковим діапазоном населення розподілялося таким чином: 19,4 % — особи молодші 18 років, 64,4 % — особи у віці 18—64 років, 16,2 % — особи у віці 65 років та старші. Медіана віку мешканця становила 44,9 року. На 100 осіб жіночої статі у місті припадало 100,9 чоловіків;  на 100 жінок у віці від 18 років та старших — 98,4 чоловіків також старших 18 років.
Середній дохід на одне домашнє господарство  становив 61 467 доларів США (медіана — 59 167), а середній дохід на одну сім'ю — 65 610 доларів (медіана — 58 750). Медіана доходів становила 46 875 доларів для чоловіків та 41 250 доларів для жінок. За межею бідності перебувало 8,7 % осіб, у тому числі 15,7 % дітей у віці до 18 років та 0,0 % осіб у віці 65 років та старших.
Цивільне працевлаштоване населення становило 168 осіб. Основні галузі зайнятості: мистецтво, розваги та відпочинок — 21,4 %, освіта, охорона здоров'я та соціальна допомога — 19,0 %, роздрібна торгівля — 8,3 %, публічна адміністрація — 8,3 %.